# Арманьяки і бургундці
Арманьяки і бургундці ― політичні угрупування у Франції на початку XV століття в роки Столітньої війни, що боролися за вплив над психічнохворим королем Карлом VI, зокрема і владу в країні взагалі. На чолі стояли Іоан Безстрашний, герцог Бургундський та  Бернар VII, граф Арманьяку, тесть Людовіка Орлеанського. Після вбивства у 1407 році Людовіка Орлеанського влада перейшла до бургундців. В 1413 арманьяки перейняли ініціативу захопивши  Париж. Після відновлення Сторічної війни у 1415 бургундці в 1418 повернули собі контроль над Парижем і підписали з англійцями союзний договір. Завершення боротьби арманьяків та бургундців пов’язане з підписанням англо-бургундсько-французького мирного договору в Аррасі у 1435.